# Máiréad Ní Ghráda
Máiréad Ní Ghráda (Cnoc an Daingin, 23 dicembre 1896 – Dublino, 13 giugno 1971) è stata una drammaturga e poetessa irlandese, autrice di importanti opere in gaelico irlandese.

## Biografia
Máiréad Ní Ghráda nacque il 23 dicembre 1896 a Cnoc an Daingin (Knockadangan) presso Cill Mháille (Kilmaley), una decina di chilometri ad ovest di Inis (Ennis), nella contea di Clár (Clare). Il padre, piccolo agricoltore ma anche consigliere provinciale, era un parlante gaelico; la madre proveniva da Cill na Móna, zona che era ancora semi-gaelica.
Máiréad frequentò dapprima la scuola nazionale a Cill Mháille e poi le scuole medie del Convento della Misericordia ad Inis, dove vinse una borsa di studio per il Collegio Universitario di Dublino; si laureò in gaelico, francese e inglese, e conseguì la laurea superiore in gaelico sotto la guida del prof. Douglas Hyde, futuro primo Presidente della Repubblica d'Irlanda.
Lottò contro la dominazione inglese e fu anche imprigionata per avere svolto propaganda nella principale via di Dublino. Faceva parte del Cumann na mBan (Lega delle Donne), settore femminile dei Volontari Irlandesi. Nel primo parlamento irlandese del 1919-1921 fu segretaria di Ernest Blythe.
Nel 1923 Máiréad Ní Ghráda sposò Risteard Ó Cíosáin, e ne avrà due figli. Pure nel 1923 si diede all'insegnamento. A partire dal 1926 lavorò a tempo parziale come annunciatrice alla Radio irlandese, e intanto produceva testi scolastici gaelici e grammatiche e dirigeva una casa editrice per la scuola; dirigerà poi, dal 1951 al 1962, The Teacher's Work.

## Opere letterarie e teatrali
Nel 1939 pubblicò la raccolta An Bheirt Dearbhráthar agus Scéalta Eile ("I due fratelli e altri racconti") e nel 1940 Manannán, romanzo fantascientifico. Ma la notorietà le venne dalle opere teatrali, rimaste popolari anche nei festival amatoriali.
Varie sue commedie sono per l'infanzia; altre, soprattutto An Triail e Breithiúnas, sono state un successo teatrale.
Si possono menzionare in particolare: nel 1935 An Uacht (Il testamento); nel 1937 An Grá agus An Garda (L'amore e la guardia); nel 1954 Lá Buí Bealtaine (Un felice Calendimaggio) e Giolla an tSolais (Il ragazzo della luce); nel 1960 Úll Glas Oíche Shamhna (Mela verde di Hallowe'en) ; nel 1962 An Súgán Sneachta (Il pagliericcio di neve) ; nel 1963 Mac Uí Rudaí; nel 1966 An Stailc Ocrais (Lo sciopero della fame); infine Breithiúnas (Sentenza).
Il suo maggior successo teatrale fu An Triail (La prova), rappresentato per la prima volta nel 1964 al Damer di Dublino e presentato in traduzione inglese l'anno seguente con ampio favore. È il dramma di una ragazza-madre alle prese con la durezza e l'ipocrisia della società. In una ripubblicazione del 1995 di quest'opera (An Gúm, Dublino) il nipote Éamon Ó Ciosáin tracciò lo sviluppo letterario e intellettuale dell'autrice, sulla cui opera aveva già pubblicato articoli nei numeri di marzo e aprile 1976 di Feasta. Per una dettagliata analisi di An Triail secondo un approccio formalista-strutturalista si veda la conferenza di Meidhbhín Ní Úrdail del Collegio Universitario di Dublino, su Feasta del maggio 1999.
Per alcune impressioni teatrali dell'autrice si veda il suo articolo An Drámadóir ar Fhoireann Amharclainne (L'autore drammatico in una compagnia teatrale), su Feasta del giugno 1967.
Un'interessante poesia di Máiréad Ní Ghráda, D'fhile Nach Maireann: G.M.H. (A un poeta defunto: G.M.H.), già pubblicata sul numero di ottobre 1959 di Feasta, è riportata in diverse antologie. Questi versi sono un omaggio alla memoria del poeta inglese Gerard Manley Hopkins, vissuto e morto in Irlanda. La poesia intreccia risonanze del personalissimo stile di Hopkins con modi irlandesi, ed è commentata da Frank O' Brien nel suo libro di critica letteraria Filíocht Ghaeilge na Linne Seo (Poesia gaelica del nostro tempo), Dublino, An Clóchomhar T.ta, II edizione, 1978, pag.113.